# Kanton Attignat
 Attignat  is een kanton van het Franse departement Ain. Het kanton maakt deel uit van het arrondissement Bourg-en-Bresse en telde 24.762 inwoners in 2018.
Het kanton werd gevormd ingevolge het decreet van 13 februari 2014 met uitwerking op 22 maart 2015.

## Gemeenten
Het kanton omvatte bij zijn oprichting 19 gemeenten. Op 1 januari 2019 werden de gemeenten Cras-sur-Reyssouze en Étrez samengevoegd tot de fusiegemeente (commune nouvelle) Bresse Vallons. Sindsdien omvat het kanton de volgende gemeenten:
- Attignat
- Béréziat
- Bresse Vallons
- Buellas
- Confrançon
- Curtafond
- Foissiat
- Jayat
- Malafretaz
- Marsonnas
- Montcet
- Montracol
- Montrevel-en-Bresse
- Polliat
- Saint-Didier-d'Aussiat
- Saint-Martin-le-Châtel
- Saint-Sulpice
- Vandeins